# Paulin (Dordogne)
Paulin (okzitanisch Paulinh) ist ein Ort und eine aus mehreren Weilern (hameaux) und Einzelgehöften bestehende Gemeinde mit 245 Einwohnern (Stand: 1. Januar 2022) im Südosten des südfranzösischen Départements Dordogne in der Region Nouvelle-Aquitaine in der alten Kulturlandschaft des Périgord.

## Lage
Der Ort Paulin liegt gut 20 km (Fahrtstrecke) nordöstlich der Stadt Sarlat-la-Canéda bzw. ca. 67 km südöstlich von Périgueux in einer Höhe von ca. 150 m ü. d. M. Das Klima ist gemäßigt und wird gleichermaßen vom Atlantik wie von den Bergen des Zentralmassivs beeinflusst.

## Bevölkerungsentwicklung
| Jahr      | 1800 | 1851 | 1901 | 1954 | 1999 | 2014 |
| Einwohner | 612  | 599  | 535  | 344  | 268  | 264  |

Der kontinuierliche Bevölkerungsrückgang seit der zweiten Hälfte des 19. Jahrhunderts ist im Wesentlichen auf die Reblauskrise im Weinbau und die zunehmende Mechanisierung der Landwirtschaft sowie den jeweils damit einhergehenden Verlust an Arbeitsplätzen zurückzuführen.

## Wirtschaft
Die Bewohner der Gemeinde lebten jahrhundertelang als Selbstversorger von den Erträgen ihrer Felder und Gärten; daneben wurden auch Viehzucht, ein wenig Weinbau und die Anpflanzung von Esskastanien betrieben. Im Ort selbst siedelten Handwerker, Kleinhändler und Dienstleister. Seit den 1960er Jahren werden einige der leerstehenden Häuser als Ferienwohnungen (gîtes) genutzt.

## Geschichte
Ob der Ort während des Hundertjährigen Krieges (1337–1453) oder in der Zeit der Hugenottenkriege (1562–1598) in Mitleidenschaft gezogen wurde, ist unklar. Die Aufstockung der ehemaligen Prioratskirche weist jedenfalls darauf hin.

## Sehenswürdigkeiten
- Die einschiffige romanische Filialkirche Saint-Pierre-ès-Liens verfügt über ein Querhaus und entstand im 12. Jahrhundert; der Bereich hinter dem ursprünglich freistehenden Glockengiebel wurde jedoch im 14. Jahrhundert zu Schutzzwecken aufgestockt. Die Kirche hat ein romanisches und ein gotisches Portal. Die Vierungskuppel ruht auf Pendentifs; die Apsis zeigt eine schöne Blendbogengliederung. Der Kirchenbau wurde im Jahr 1939 in die Liste der Monuments historiques aufgenommen.[3]

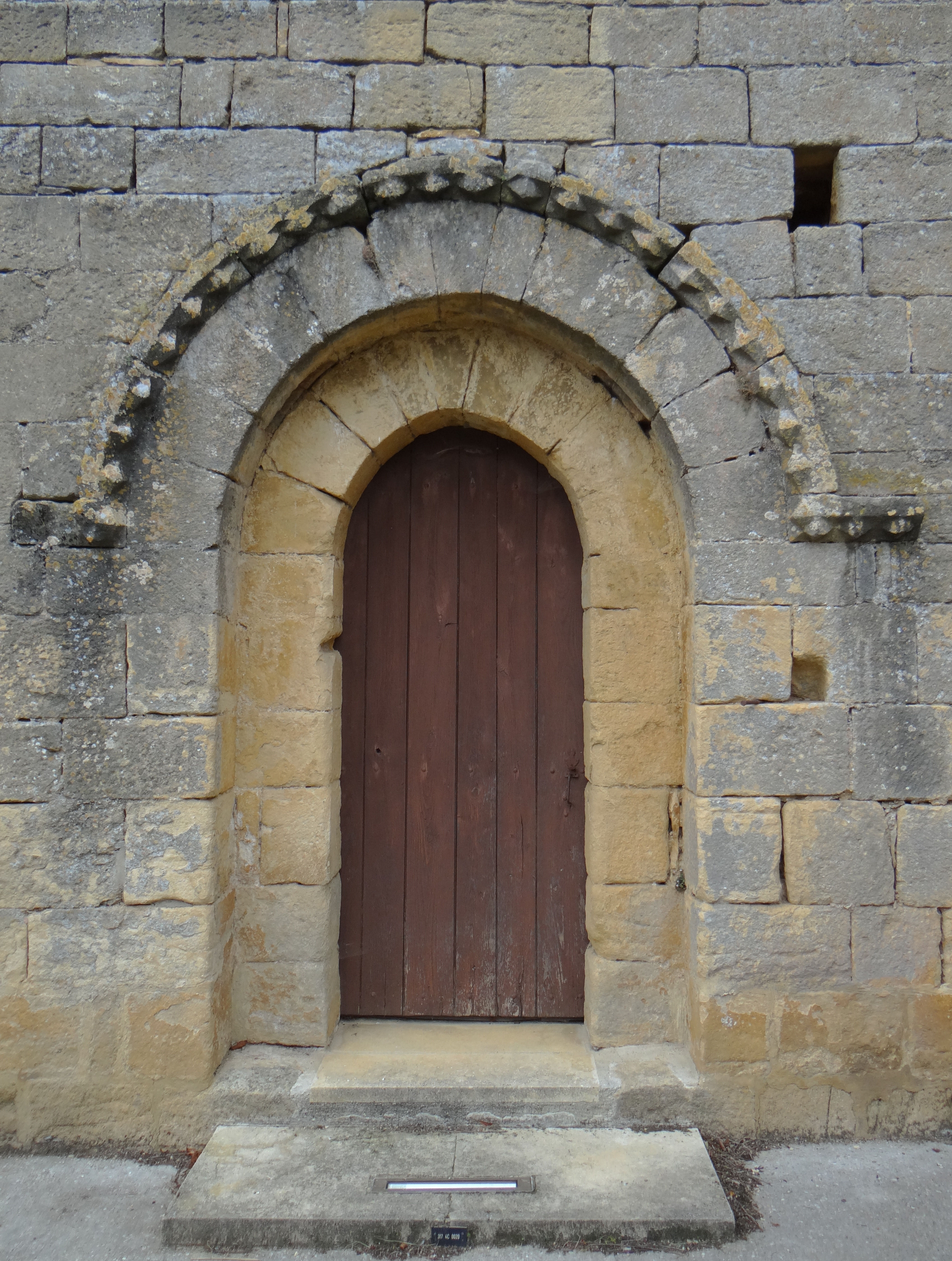
Romanisches Portal
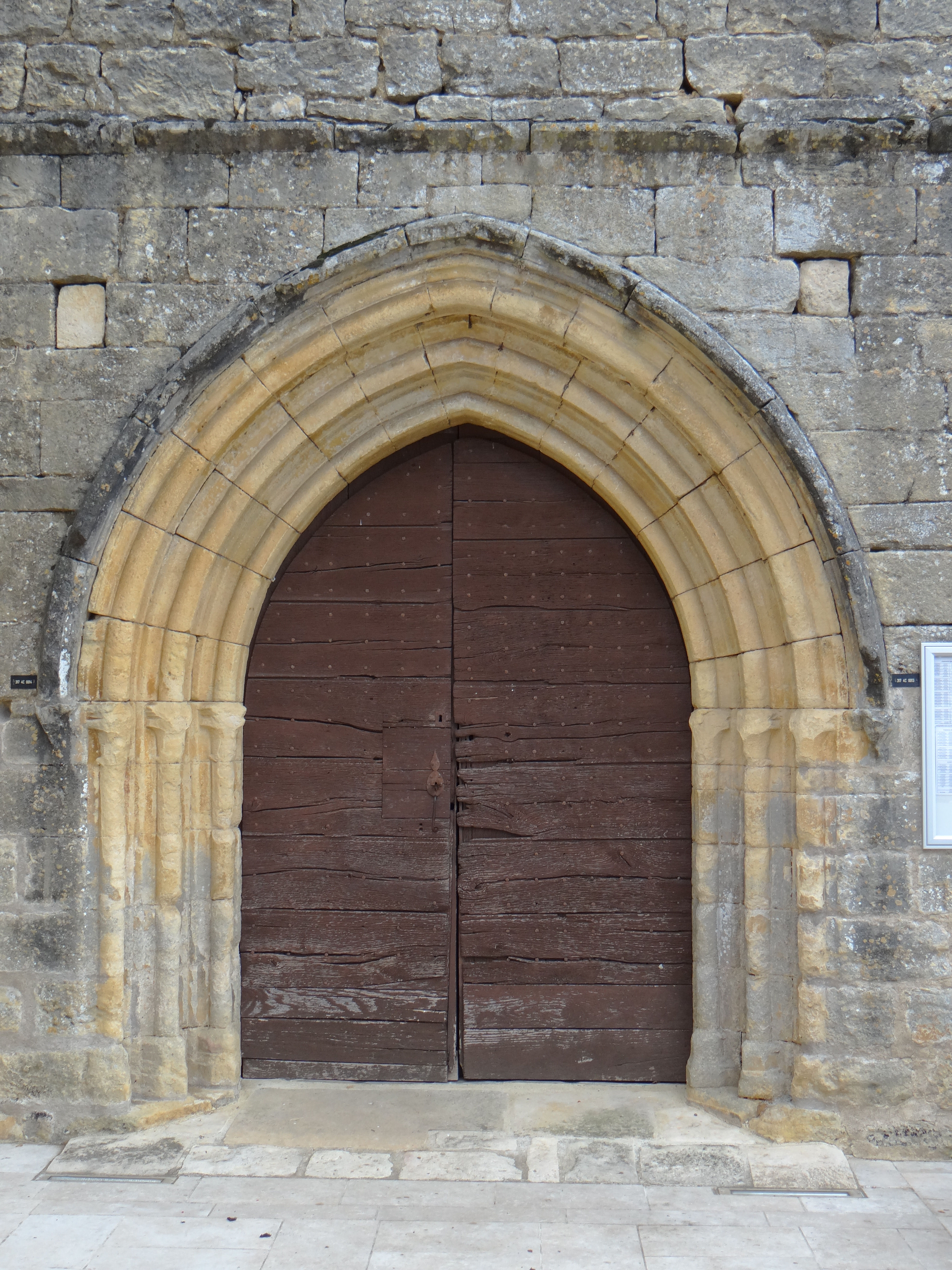
Gotisches Portal
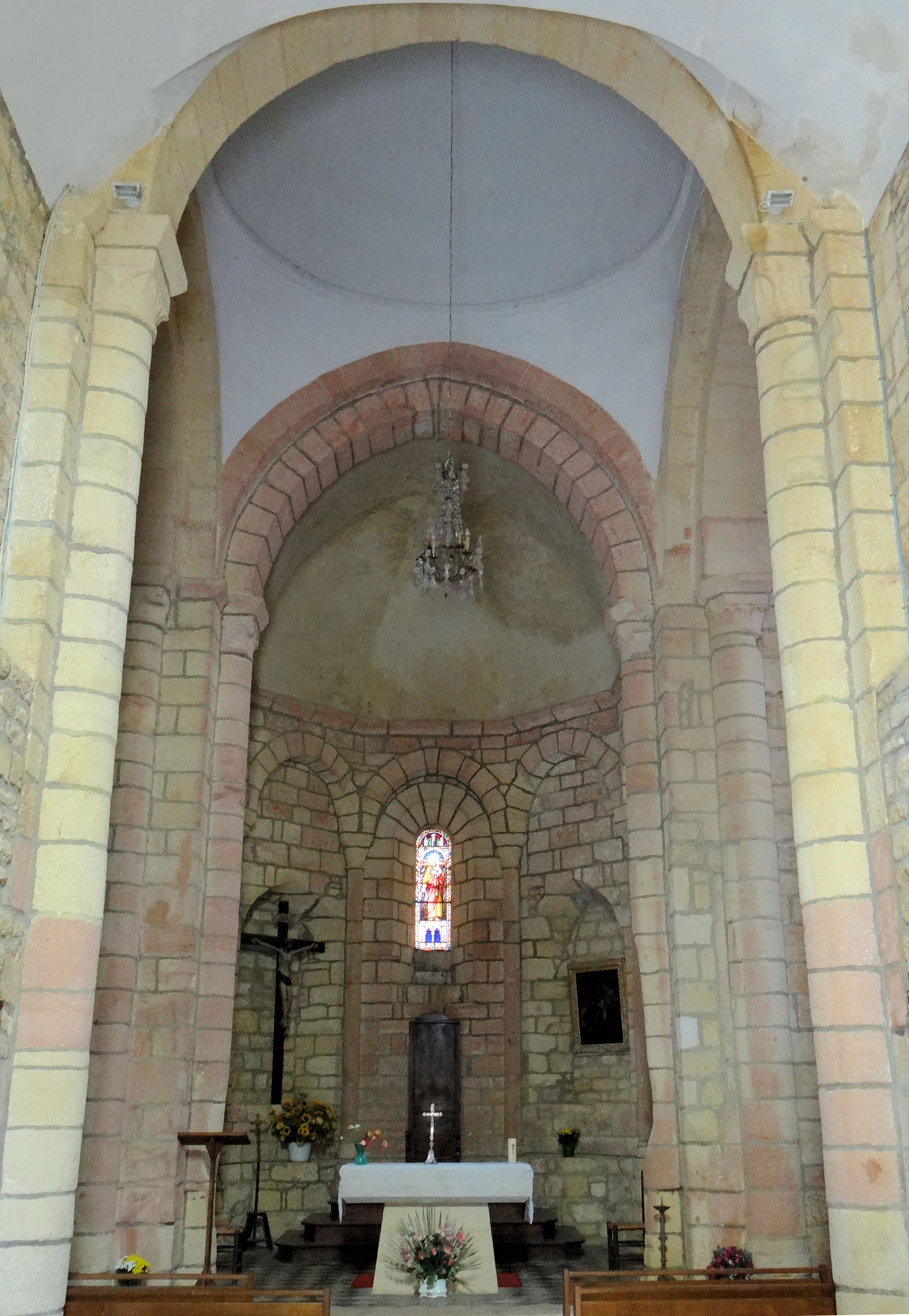
Kirchenschiff, Vierung und Apsis
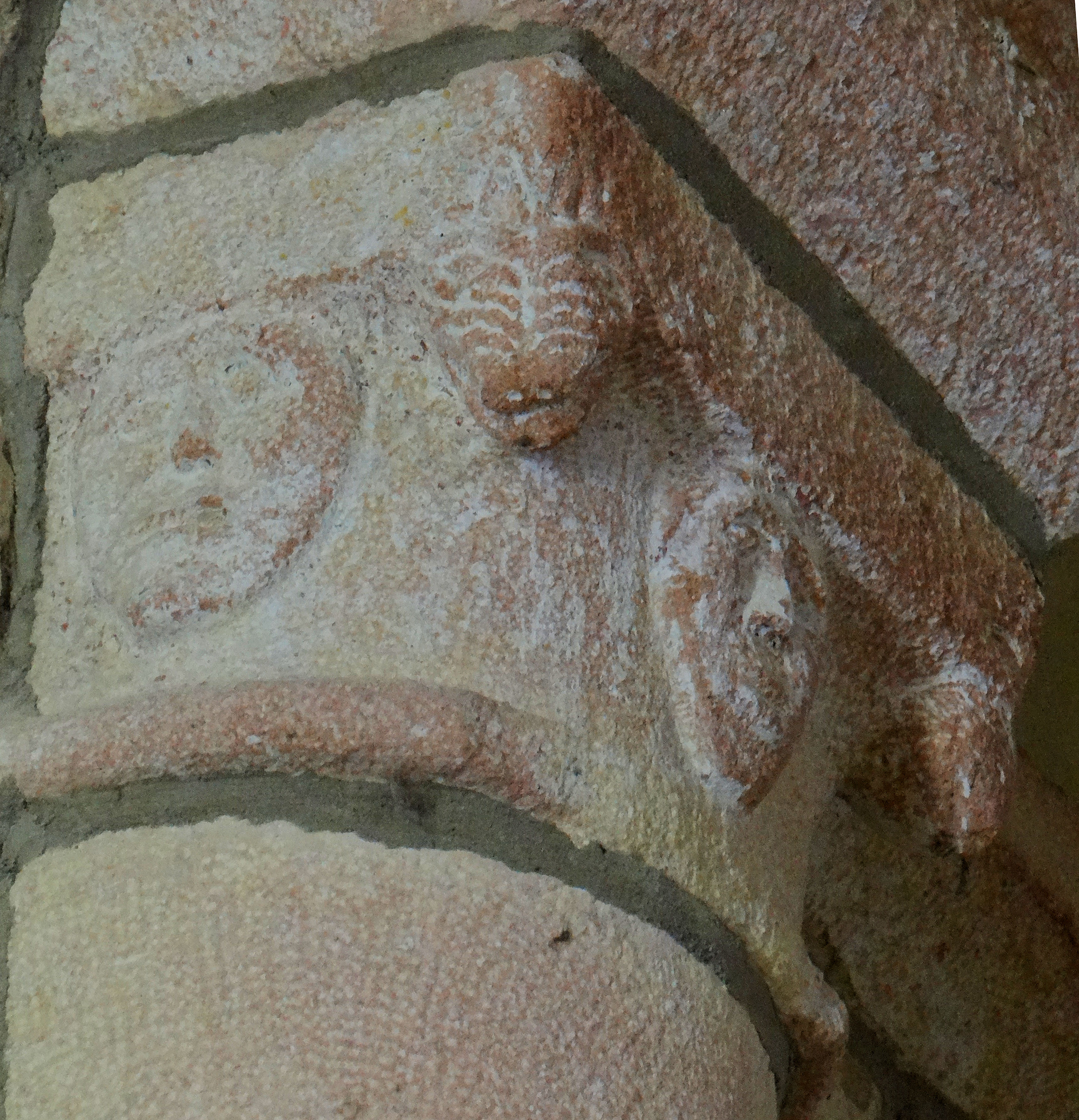
Kapitell mit Köpfen

- Ein Gebäude mit seitlichem Treppenturm stammt aus dem 15./16. Jahrhundert.
- Ein steinernes Wegkreuz aus dem Jahr 1515 steht am Ortsrand und ist seit 1948 als Monument historique anerkannt.[4]